# La Sombra Baxil
La Sombra Baxil är en ort i Mexiko.   Den ligger i kommunen Chilón och delstaten Chiapas, i den sydöstra delen av landet, 800 km öster om huvudstaden Mexico City. La Sombra Baxil ligger 1 194 meter över havet och antalet invånare är 103.
Terrängen runt La Sombra Baxil är kuperad. Runt La Sombra Baxil är det ganska tätbefolkat, med 54 invånare per kvadratkilometer. Närmaste större samhälle är Yajalón, 7,9 km norr om La Sombra Baxil. I omgivningarna runt La Sombra Baxil växer i huvudsak städsegrön lövskog.